# 莱因哈德·盖伦
莱因哈德·盖伦（德語： 1902年4月3日—1979年6月8日），纳粹德国陆军中将，負責德軍在東線的情报工作，1946年至1956年为美国中央情报局相关的盖伦组织工作。德国联邦情报局首任局长（1956年至1968年）。